# Раул Уолш
Раул Уолш (на английски: Raoul Walsh) е американски филмов режисьор, актьор, сценарист, продуцент. Уолш е един от 36-те основатели на Академията за филмово изкуство и наука.

## Биография
Раул Уолш е роден в Ню Йорк и е израснал с по-малкия си брат Джордж, бъдещ актьор в неми филми. Започва кариерата си през 1909 г. като театрален актьор, но скоро преминава в киното.
През 1914 г. става асистент на Дейвид Уорк Грифит и играе първата голяма роля във филма „Животът на генерал Вила“. Уолш играе Джон Уилкс Бут във филма на Грифит „Раждането на една нация“ (1915). По време на снимките на филма „В старата Аризона“ (1928 г.) претърпява автомобилна катастрофа и губи дясното си око, след което никога повече не се снима и до края на живота си носи превръзка за око.
В уестърна „Голямата пътека“ (1930 г.) дава първата главна роля на тогава малко известния актьор Мариън Морисън, на когото Уолш дава псевдонима Джон Уейн. През 1939 г. Уолш се премества от Парамаунт Пикчърс в студиото на Уорнър Брос, където през следващите 10 години прави най-известните си филми. Договорът със студиото изтича през 1953 година. Уолш напуска киното през 1964 година.
Първата съпруга на Уолш е актрисата Мириам Купър (1916–1926), която участва в няколко от филмите му. Следват бракове с Лорейн Милър (1928-1947) и Мери Симпсън (1947-1980).

## Филмография

### Режисьор на игрални филми
| Година | Филм                      | Оригинално заглавие      |
| ------ | ------------------------- | ------------------------ |
| 1930   | Големият път              | The Big Trail            |
| 1949   | Територията на Колорадо   | Colorado Territory       |
| 1949   | Бяла жега                 | White Heat               |
| 1952   | Светът е в ръцете му      | The World in His Arms    |
| 1953   | Яростна битка             | Gun Fury                 |
| 1956   | Кралят и четирите кралици | The King and Four Queens |
| 1959   | Частна афера              | A Private's Affair       |